# Ларьков, Георгий Иванович
Георгий Иванович Ларьков — советский хозяйственный, государственный и политический деятель, Герой Социалистического Труда. Заслуженный машиностроитель СССР (1986). 

## Биография
Родился в 1921 году в Славуте. Член КПСС.
С 1944 года — на хозяйственной, общественной и политической работе. В 1944—1992 гг. — инженер, инженерный и руководящий работник на заводе № 483 Министерства) авиационной промышленности СССР, начальник цеха, заместитель директора, директор Киевского завода «Коммунист», генеральный директор Киевского производственного объединения «Коммунист» Министерства радиопромышленности СССР.
Указом Президиума Верховного Совета СССР от от 10 марта 1981 года («закрытым») за большие успехи, достигнутые в выполнении заданий десятой пятилетки, и значительный вклад в повышение эффективности производства присвоено звание Героя Социалистического Труда с вручением ордена Ленина и золотой медали «Серп и Молот».
Делегат XXVI съезда КПСС.
Заслуженный машиностроитель СССР (1986). 
Умер в Киеве в 2001 году.